# Scaptomyza levata
Scaptomyza levata är en tvåvingeart som beskrevs av Hardy 1965. Scaptomyza levata ingår i släktet Scaptomyza och familjen daggflugor. Inga underarter finns listade i Catalogue of Life.